# Nunu (Sängerin)

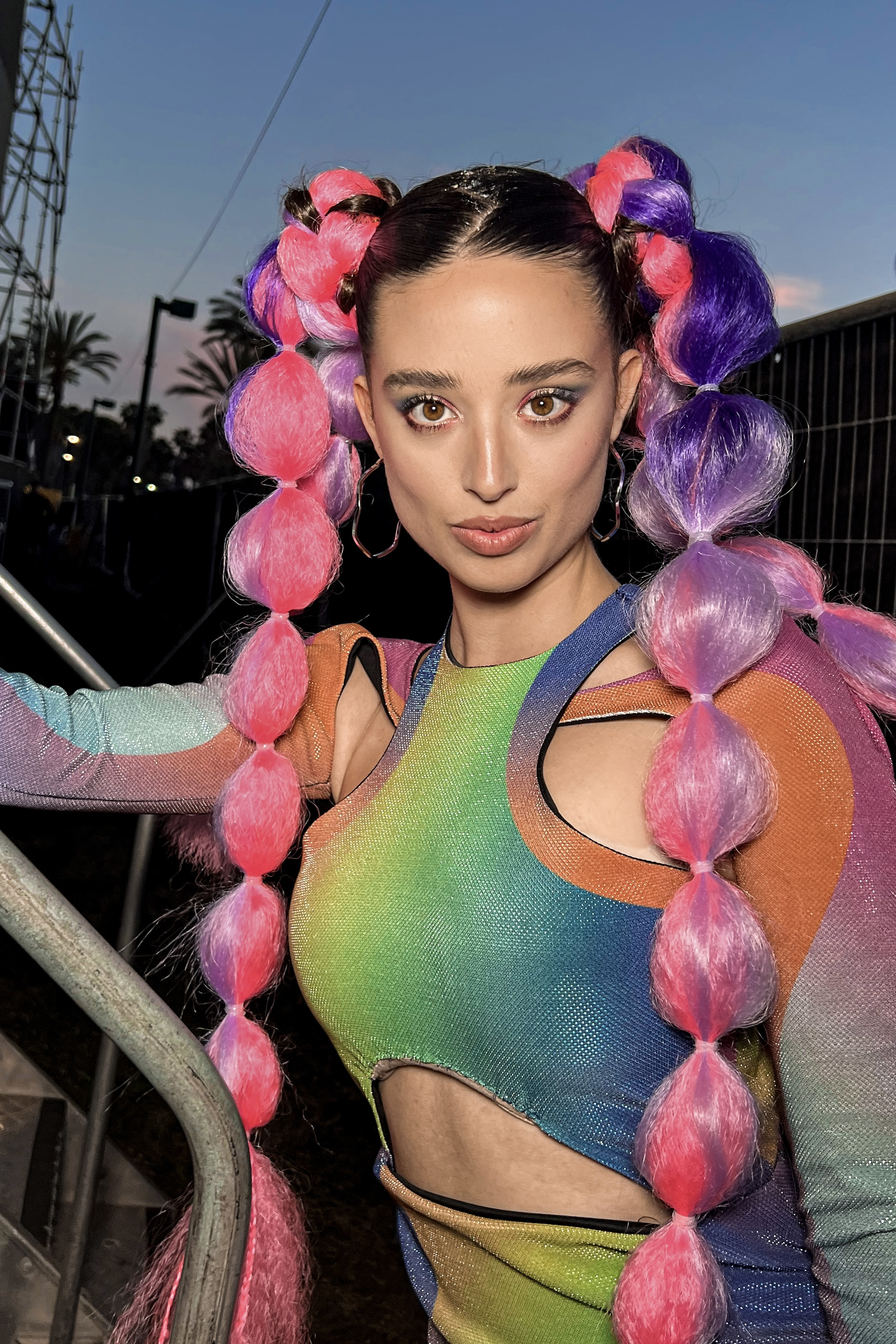
Nunu, 2022

Neomi Aharoni-Gal (Ivrit: נעמי אהרוני-גל, geboren: 7. September 1998), bekannt unter ihrem Künstlernamen Nunu (Ivrit: נונו), ist eine Künstlerin aus Israel.

## Frühes Leben und Ausbildung
Nunu wurde im Viertel Kerem HaTeimanim in Tel Aviv geboren und wuchs dort auf. Sie besuchte das Hebräische Herzlia-Gymnasium und die Highschool Alef of Arts, beide in Tel Aviv. Während ihrer Dienstzeit bei den Israelischen Verteidigungsstreitkräften wurde Nunu aufgrund ihres musikalischen Talents als Jazzsängerin ausgewählt. Sie nahm an einem speziellen Förderprogramm teil, das herausragenden Musikern die Möglichkeit bot, ihre künstlerische Ausbildung parallel zum Militärdienst fortzusetzen. Im Rahmen dieses Programms studierte sie an der Rimon School of Jazz and Contemporary Music, wodurch sie ihre musikalischen Fähigkeiten weiterentwickeln und professionalisieren konnte. Diese duale Ausbildung hatte einen nachhaltigen Einfluss auf ihre künstlerische Entwicklung und schuf die Grundlage für ihre spätere Karriere in der Musikindustrie.

## Karriere und musikalischer Werdegang
Nunu trat 2021 in die professionelle Musikszene ein. Sie veröffentlichte am 21. Juni 2021 ihre erste Single Banim (Boys). Diese Veröffentlichung erregte schnell die Aufmerksamkeit der israelischen Öffentlichkeit und brachte sie in den Vordergrund des Hyperpop-Genres. Im  selben Jahr folgte die Single Living the Dream. 2022 trat sie als Vorgruppe für Maroon 5 bei einem Konzert im Yarkon Park in Tel Aviv auf, wodurch sie ein breites Publikum erreichte. Im selben Jahr veröffentlichte sie gemeinsam mit der Sängerin Roni Duani eine Coverversion des Songs Adoni, des Weiteren war sie im Lied Rishon Be'Boker mit Eden Ben Zaken und Anna Zak zu hören.
Mit der Veröffentlichung ihres Debütalbums Status aus dem Jahr 2022 festigte Nunu ihren Platz als eine der herausragenden Künstlerinnen im israelischen Hyperpop.

### Kommerzielle Kampagne
Im Jahr 2024 war sie mit ihrer ersten kommerziellen Kampagne für Alpro, eine pflanzliche Milchmarke, die in Israel von Strauss vertrieben wird, zu sehen. Im Rahmen der Kampagne stellte sie die Barista-Produktlinie sowie die Not Milk-Reihe vor, die Alternativen zu herkömmlichen Milchprodukten bieten.

## Engagement für die LGBT-Community
Im Juni 2022, anlässlich des Pride Months, brachte Nunu den Titel Cute Boy heraus, in Kooperation mit der LGBT-Partylinie Forever. Diese Veröffentlichung unterstrich nicht nur ihre musikalische Vielfalt, sondern auch ihr aktives Engagement für die LGBT-Community. Darüber hinaus nahm sie an verschiedenen Veranstaltungen teil, die darauf abzielten, die Sichtbarkeit und Unterstützung dieser Gemeinschaft zu stärken. Im August 2022 nahm Nunu an der Fernsehsondersendung A Tribute to Dana International teil, die anlässlich des 20-jährigen Jubiläums der Gay Youth Organization (Iggy) und als Anerkennung des musikalischen Lebenswerks der Sängerin Dana International ausgestrahlt wurde.

## Diskografie

### Alben
- 2022: סטטוס
- 2025: מה חוץ מזה

### EPs
- 2022: Nunu Rmx
- 2022: Live Performances at Mifal HaPais

### Singles (Auswahl)
- 2021: בנים
- 2021: ליבינג דה דרים
- 2022: Cute Boy (mit Sagi Kariv & Forever Tel Aviv)
- 2022: שוז
- 2022: גוליית 2
- 2022: קוביד 19
- 2022: סיוופלה (mit Tox1c)
- 2022: ראשון בבוקר (mit Anna Zak & Eden Ben Zaken)
- 2023: אומיגאד